# Matsutempel van Taipei
Matsutempel van Taipei is een taoïstische tempel in het Wanhua District in de Noord-Taiwanese stad Taipei, Republiek China (Taiwan). De tempel werd in 1746 gebouwd als Xinxinggong (新興宮), een tempel waar alleen Matsu werd vereerd. In 1959 werd de tempel herbouwd. Deze tempel moet men niet verwarren met de Grote Matsutempel van Taipei (台北天后宮) die in 1911 door een krachtige tyfoon werd verwoest.

## Verering
Naast Matsu worden nu ook de volgende goden en heiligen vereerd:
- Guanyin
- Zhusheng Niangniang
- Guandi
- Wenchangdijun
- Jadekeizer
- Sanguandadi
- Taiyangshenjun
- Taiyinshenjun
- Monnik Hongfa
- Dizangpusa
- Fudezhengshen

## Hallen
Deze goden en heiligen worden in verschillende hallen van de tempel vereerd.
In de hoofdhal staat het hoofdaltaar van Matsu en zijn hulpgodheden: Qianliyan en Shunfenger. Op het linker altaar staan de beelden van Guanyin en Zhushengniangniang. Op het rechteraltaar staan de beelden van Guandi en Wenchangdijun.
In de linkerhal staan de altaren van Monnik Hongfa en Dizangpusa.
Het altaar van Fudezhengshen is te vinden in de rechterhal.
In de Jadekeizerhal staan de beelden van de Jadekeizer, Sanguandadi, Taiyangshenjun en Taiyinshenjun.